# ذيفان

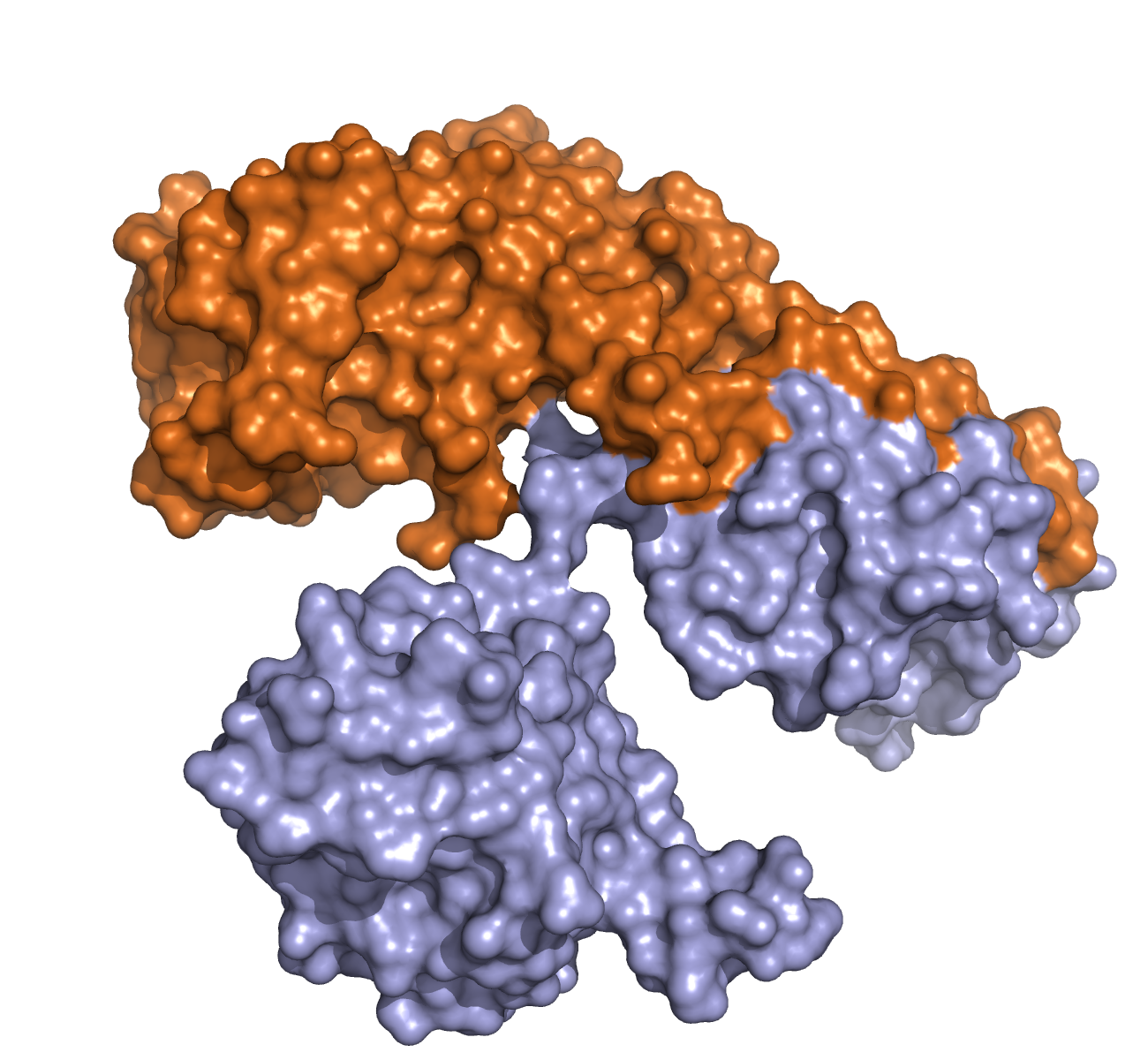

الذيفان أو السُمّين أو التوكسين أو السميات (باليونانية: τοξικόν)‏ هو سم حيوي بروتيني، تصنعه بعض الكائنات الحية من نباتات وحيوانات مثل ذيفان بذرة الخروع (الريسين) أو ذيفان السعال الديكي. قد يؤدي إدخال جزء من هذه المركبات لخلية أكبر منها ببلايين المرات إلى قتلها.
يمكن استخدام الذيفانات النقية في المداواة بإعطائها كحقنات بجرعات ضئيلة كي لا تثير الجهاز المناعي  ويولّد أجسام مضادة للجرعات اللاحقة.
حتى الآن، يعتبر تصنيع الذيفانات أمراً صعباً حتى باتباع أحدث الطرق التقنية وطرق السيطرة الحيوية الدقيقة المتوفرة. ولذلك، حاول بعض العلماء استنساخ مورثات تلك السموم البروتينية داخل بكتيريا ليتم تعبيرها بكفاءة أكثر.

## أنواع الذيفانات
تنتج الأحياء العديد من السموم، وحسب نوعها منها:
- للافتراس، مثل سموم العناكب والأفاعي والعقارب وقنديل البحر
- للدفاع، مثل سموم بعض أنواع النحل والدبابير وبعض الضفادع
- السموم الزرقاء: تنتجها البكتيريا الزرقاء.
- السموم الدموية: تدمر كريات الدم الحمراء وتنتشر في الجسم عبر مجرى الدم وتنتجها بعض أنواع الأفاعي مثل الأفعى ذات الأجراس.
- السموم النخرية المميتة للخلايا التي تصيبها وتدمر كامل النسيج وتنتقل عبر مجرى الدم. تنتجها بعض الأحياء مثل العنكبوت الناسك والبكتريا الناخرة (أي آكلة اللحوم).
- سموم عصبية تؤثر بشكل رئيسي على الجهاز العصبي للكائن الذي تصيبه. تنتجها بعض الأحياء مثل عنكبوت الأرملة السوداء والعقارب وقنديل البحر وأفعى الكوبرا